# Munizipalität
Als Munizipalität (lateinisch municipium; „Stadt, Stadtgemeinde“; französisch municipalité) ist ein historischer Begriff für eine administrative Gemeindestruktur, die seit Anfang des 19. Jahrhunderts auch außerhalb von Frankreich vor allem in der Schweiz und in den unter Napoleon Bonaparte französisch regierten Gebieten Deutschlands eingeführt wurde.

## Begriffsursprünge
Munizipien waren römische Landstädte mit Bürgerrecht und Selbstverwaltung.

## Deutschland
Die Munizipalitäten (auch Mairien genannt) im Großherzogtum Berg unterstanden dem Provinzialrat. Nach einem Dekret von Napoleon Bonaparte vom 13. Oktober 1807 wurden die damaligen Kirchspiele im Großherzogtum zu Munizipalitäten unter Leitung eines Munizipaldirektors zusammengelegt. Diesem standen zwei Beigeordnete und 15 Munizipalräte zur Seite. Die Munizipalräte wurden aus den Grundbesitzern, Landwirten, Fabrikanten und Handelsleuten ausgesucht, die durch ihre Sorge um das Wohlergehen der Bürger geachtet waren. Die Größe der Munizipalität sollte zwischen 2500 und 5000 Einwohner liegen, wurde aber aufgrund gewachsener räumlicher Strukturen oder allzu großer Entfernung auf dem Lande nicht strikt eingehalten. Die Munizipalitäten bzw. Mairien wurden nach der Franzosenzeit zu Bürgermeistereien.

## Schweiz
Mit der Helvetischen Republik wurde 1798 die moderne, alle Einwohner umfassende Gemeinde eingeführt, die sich schrittweise zur heute bestehenden Form der politischen Gemeinde oder Einwohnergemeinde entwickelte. Vor dieser Zeit existierten städtische und dörfliche Gemeinschaften sowie Nutzungsgenossenschaften, die auf einer persönlichen Mitgliedschaft beruhten und in der Alteingessene Vorrechte besaßen. Die stimm- und wahlberechtigten Einwohner wählen in der modernen Gemeinde eine Gemeindebehörde, die beispielsweise Gemeinderat genannt wird und für die örtliche Verwaltung zuständig ist. Kontrolliert werden die Gemeindebehörden von der Kantonsregierung des jeweiligen Kantons.

## Georgien
Auch in Georgien werden Verwaltungseinheiten auf Landkreisebene als Munizipalität (georgisch მუნიციპალიტეტი) bezeichnet, beispielsweise die Munizipalität Baghdati.

## USA
Munizipalität (englisch municipality) ist auch ein Rechtsbegriff des Chapter 9 des US-amerikanischen Konkursrechts. Sie ist definiert als eine „politische Untergliederung oder öffentliche Einrichtung oder Instrument eines Bundesstaates“ (11 U.S.C. § 101(40)). Diese Definition ist sehr allgemein, so dass hierunter Städte, Counties, Townships, Special-purpose districts (und deren Unterform School districts) sowie öffentliche Bauprojekte erfasst werden können.